# Résolution 1365 du Conseil de sécurité des Nations unies
Membres permanents
- Chine
- États-Unis
- France
- Royaume-Uni
- Russie

Membres non permanents
- Bangladesh
- Colombie
- Irlande
- Jamaïque
- Mali
- Maurice
- Norvège
- Singapour
- Tunisie
- Ukraine

Résolution no 1364 Résolution no 1366
La Résolution 1365 du Conseil de sécurité des Nations unies fut adoptée à l'unanimité le 31 juillet 2001. Après avoir réaffirmé toutes les résolutions sur Israël et le Liban, en particulier la résolution 425 (de 1978), la résolution 426 (de 1978), la résolution 1310 (de 2000) et la résolution 1337 (de 2001), le Conseil a décidé de proroger le mandat de la Force intérimaire des Nations unies au Liban (FINUL) pour six mois supplémentaires, jusqu'au 31 janvier 2002.
Le Conseil de sécurité a rappelé la conclusion du Secrétaire général Kofi Annan selon laquelle Israël avait retiré ses forces du Liban à compter du 16 juin 2000, conformément à la résolution 425. Il a souligné le caractère temporaire de l'opération de la FINUL et noté qu'il avait achevé deux parties de son mandat sur trois.
Le Secrétaire général a été prié de procéder à la reconfiguration et au redéploiement de la FINUL.  Le gouvernement libanais a été appelé à créer un environnement calme et à restaurer son autorité dans le sud du Liban grâce au déploiement des forces libanaises. Les parties ont été instamment priées de garantir la pleine liberté de mouvement de la FINUL. Israël et le Liban ont été invités à honorer leurs engagements de respecter la ligne de retrait identifiée par les Nations unies. Enfin le Conseil a condamné toutes les violations aériennes, maritimes et terrestres de la ligne.
La résolution appuie les efforts de la FINUL pour surveiller les violations de la ligne de retrait.  Le Secrétaire général a été prié de poursuivre les consultations avec le Gouvernement libanais et les pays fournisseurs de contingents concernant l’application de la résolution actuelle. Il lui a en outre demandé de faire un rapport sur les activités de la FINUL, y compris sa reconfiguration éventuelle en mission d’observation, et sur les tâches menées par l’Organisme des Nations unies chargé de la surveillance de la trêve (ONUST).
Enfin, la résolution a conclu en soulignant l’importance d’une paix juste et durable au Moyen-Orient sur la base des résolutions pertinentes du Conseil de sécurité, notamment les résolutions 242 (1967) et 338 (1973).